# Aleurolobus tchadiensis
Aleurolobus tchadiensis là một loài côn trùng cánh nửa trong họ Aleyrodidae, phân họ Aleyrodinae.
Aleurolobus tchadiensis được Bink-Moenen miêu tả khoa học đầu tiên năm 1983.